# Colombia op het wereldkampioenschap voetbal 2018
Colombia is een van de deelnemende landen aan het wereldkampioenschap voetbal 2018 in Rusland. Het is de zesde deelname voor het land. José Pékerman neemt als bondscoach voor de derde keer deel aan het WK. Als bondscoach van Colombia was hij er ook al bij op het WK 2014 en als Argentijns bondscoach nam hij deel aan het WK 2006. Het land werd in de achtste finale uitgeschakeld door Engeland.

## Kwalificatie
Colombia begon op 8 oktober 2015 met een zege aan de kwalificatiecampagne. Het won voor eigen supporters met 2–0 van Peru na doelpunten van Teófilo Gutiérrez en Edwin Cardona. Nadien kenden de Colombianen meer moeilijkheden; er werd verloren van zowel Uruguay als Argentinië en gelijkgespeeld tegen Copa América-winnaar Chili.
Met drie opeenvolgende zeges klom Colombia nadien op naar de derde plaats in het klassement. Vervolgens werd er met 2–1 van Brazilië verloren, waardoor het team van bondscoach José Pékerman opnieuw uit de top vier viel.  Aan het einde van 2016 zette Colombia enkele belangrijke resultaten neer, waardoor het opnieuw een plaats in de top vier kon afdwingen. Het land won van Paraguay en kon tegen zowel Chili als Uruguay een punt pakken. Nadien verloor Colombia echter met 3–0 van Argentinië, waardoor het 2016 afsloot op de zesde plaats.
In 2017 begon Colombia opnieuw aan een opmars. Het land veroverde uit drie wedstrijden zeven punten en deed vervolgens een gouden zaak door gelijk te spelen tegen leider Brazilië. Het werd voor eigen supporters 1–1. Spits Radamel Falcao scoorde voor Colombia de gelijkmaker. Een maand later volgde de voorlaatste speeldag van de kwalificatiecampagne. Colombia nam het op tegen Paraguay en kwam in de 79e minuut op voorsprong via Falcao. In de slotminuten gaf het elftal van Pékerman de zege nog uit handen. Paraguay scoorde nog twee keer, waardoor Colombia met lege handen achterbleef.
Op de slotspeeldag mochten de Colombianen op bezoek bij Peru, dat slechts een punt minder had dan Colombia en daardoor ook nog kans maakte op een plaats in de top vier. Het bepalende duel eindigde in een gelijkspel (1–1), waardoor Colombia rechtstreeks naar het WK mocht en Peru in de play-offs belandde.

### Kwalificatieduels
| 8 oktober 2015   | Colombia   | 2 – 0 | Peru       |
| 13 oktober 2015  | Uruguay    | 3 – 0 | Colombia   |
| 12 november 2015 | Chili      | 1 – 1 | Colombia   |
| 17 november 2015 | Colombia   | 0 – 1 | Argentinië |
| 24 maart 2016    | Bolivia    | 2 – 3 | Colombia   |
| 29 maart 2016    | Colombia   | 3 – 1 | Ecuador    |
| 1 september 2016 | Colombia   | 2 – 0 | Venezuela  |
| 6 september 2016 | Brazilië   | 2 – 1 | Colombia   |
| 6 oktober 2016   | Paraguay   | 0 – 1 | Colombia   |
| 11 oktober 2016  | Colombia   | 2 – 2 | Uruguay    |
| 10 november 2016 | Colombia   | 0 – 0 | Chili      |
| 15 november 2016 | Argentinië | 3 – 0 | Colombia   |
| 23 maart 2017    | Colombia   | 1 – 0 | Bolivia    |
| 28 maart 2017    | Ecuador    | 0 – 2 | Colombia   |
| 31 augustus 2017 | Venezuela  | 0 – 0 | Colombia   |
| 5 september 2017 | Colombia   | 1 – 1 | Brazilië   |
| 5 oktober 2017   | Colombia   | 1 – 2 | Paraguay   |
| 10 oktober 2017  | Peru       | 1 – 1 | Colombia   |

### Eindstand CONMEBOL
| Nr. | Land       | GW | W  | G | V  | DV | DT | DS  | Pnt. |
| --- | ---------- | -- | -- | - | -- | -- | -- | --- | ---- |
| 1   | Brazilië   | 18 | 12 | 5 | 1  | 41 | 11 | +30 | 41   |
| 2   | Uruguay    | 18 | 9  | 4 | 5  | 32 | 20 | +12 | 31   |
| 3   | Argentinië | 18 | 7  | 7 | 4  | 19 | 16 | +3  | 28   |
| 4   | Colombia   | 18 | 7  | 6 | 5  | 21 | 19 | +2  | 27   |
| 5   | Peru       | 18 | 7  | 5 | 6  | 27 | 26 | +1  | 26   |
| 6   | Chili      | 18 | 8  | 2 | 8  | 26 | 27 | –1  | 26   |
| 7   | Paraguay   | 18 | 7  | 3 | 8  | 19 | 25 | –6  | 24   |
| 8   | Ecuador    | 18 | 6  | 2 | 10 | 26 | 29 | –3  | 20   |
| 9   | Bolivia    | 18 | 4  | 2 | 12 | 16 | 38 | –22 | 14   |
| 10  | Venezuela  | 18 | 2  | 6 | 10 | 19 | 35 | –16 | 12   |

## WK-voorbereiding

### Wedstrijden
|                                                   |              |       |               |                                                                                |
| 10 november 2017 «onderlinge duels» 12:00 (UTC+1) | Zuid-Korea   | 2 – 1 | Colombia      | Suwon World Cupstadion, Suwon Toeschouwers: 29.750 Scheidsrechter: Chris Beath |
| 10 november 2017 «onderlinge duels» 12:00 (UTC+1) | Son 11', 61' |       | 76' C. Zapata | Suwon World Cupstadion, Suwon Toeschouwers: 29.750 Scheidsrechter: Chris Beath |

|                                                   |       |                                     |          |                                                                                             |
| 14 november 2017 «onderlinge duels» 12:30 (UTC+1) | China | 0 – 4                               | Colombia | Chongqing Olympic Sports Center, Chongqing Toeschouwers: 12.560 Scheidsrechter: Jumpei Iida |
| 14 november 2017 «onderlinge duels» 12:30 (UTC+1) |       | 6' Pardo 61' Bacca 66', 90+1' Borja |          | Chongqing Olympic Sports Center, Chongqing Toeschouwers: 12.560 Scheidsrechter: Jumpei Iida |

|                                                |                      |       |                                           |                                                               |
| 23 maart 2018 «onderlinge duels» 21:00 (UTC+1) | Frankrijk            | 2 – 3 | Colombia                                  | Stade de France, Saint-Denis Scheidsrechter: Adrien Jaccottet |
| 23 maart 2018 «onderlinge duels» 21:00 (UTC+1) | Giroud 11' Lemar 26' |       | 28' Muriel 62' Falcao 85' (pen.) Quintero | Stade de France, Saint-Denis Scheidsrechter: Adrien Jaccottet |

|                                                |          |       |           |                                                                 |
| 27 maart 2018 «onderlinge duels» 21:00 (UTC+2) | Colombia | 0 – 0 | Australië | Craven Cottage, Londen (Engeland) Scheidsrechter: Robert Madley |
| 27 maart 2018 «onderlinge duels» 21:00 (UTC+2) |          |       |           | Craven Cottage, Londen (Engeland) Scheidsrechter: Robert Madley |

|                                              |        |       |          | |
| 1 juni 2018 «onderlinge duels» 20:30 (UTC+2) | Egypte | 0 – 0 | Colombia | Stadio Atleti Azzurri d'Italia, Bergamo (Italië) Toeschouwers: 3.883 Scheidsrechter: Paolo Mazzoleni |
| 1 juni 2018 «onderlinge duels» 20:30 (UTC+2) |        |       |          | Stadio Atleti Azzurri d'Italia, Bergamo (Italië) Toeschouwers: 3.883 Scheidsrechter: Paolo Mazzoleni |

## Het wereldkampioenschap
Op 1 december 2017 werd er geloot voor de groepsfase van het wereldkampioenschap voetbal 2018. Colombia werd samen met Polen, Senegal en Japan ondergebracht in groep H, en kreeg daardoor Saransk, Samara en Kazan als speelsteden.

### Wedstrijden

#### Groepsfase
| Nr. | Land     | GW | W | G | V | DV | DT | DS | Ptn |
| --- | -------- | -- | - | - | - | -- | -- | -- | --- |
| 1   | Colombia | 3  | 2 | 1 | 0 | 5  | 2  | +3 | 6   |
| 2   | Japan    | 3  | 1 | 1 | 1 | 4  | 4  | 0  | 4   |
| 3   | Senegal  | 3  | 1 | 1 | 1 | 4  | 4  | 0  | 4   |
| 4   | Polen    | 3  | 1 | 0 | 2 | 2  | 5  | −3 | 3   |

|                                               |                            |       |                            |                                                                            |
| 19 juni 2018 «onderlinge duels» 15:00 (UTC+3) | Colombia                   | 1 – 2 | Japan                      | Mordovia Arena, Saransk Toeschouwers: 40.842 Scheidsrechter: Damir Skomina |
| 19 juni 2018 «onderlinge duels» 15:00 (UTC+3) | C. Sánchez 4' Quintero 39' |       | 6' (pen.) Kagawa 73' Osako | Mordovia Arena, Saransk Toeschouwers: 40.842 Scheidsrechter: Damir Skomina |

|                                               |       |                                  |          |                                                                            |
| 24 juni 2018 «onderlinge duels» 21:00 (UTC+3) | Polen | 0 – 3                            | Colombia | Kazan Arena, Kazan Toeschouwers: 42.873 Scheidsrechter: César Arturo Ramos |
| 24 juni 2018 «onderlinge duels» 21:00 (UTC+3) |       | 40' Mina 69' Falcao 75' Cuadrado |          | Kazan Arena, Kazan Toeschouwers: 42.873 Scheidsrechter: César Arturo Ramos |

|                                               |         |          |          |                                                                         |
| 28 juni 2018 «onderlinge duels» 18:00 (UTC+4) | Senegal | 0 – 1    | Colombia | Cosmos Arena, Samara Toeschouwers: 41.970 Scheidsrechter: Milorad Mažić |
| 28 juni 2018 «onderlinge duels» 18:00 (UTC+4) |         | 74' Mina |          | Cosmos Arena, Samara Toeschouwers: 41.970 Scheidsrechter: Milorad Mažić |

#### Achtste finale
|                                              |                                    |              |                                       |                                                                           |
| 3 juli 2018 «onderlinge duels» 21:00 (UTC+3) | Colombia                           | 1 – 1 (n.v.) | Engeland                              | Otkrytieje Arena, Moskou Toeschouwers: 44.190 Scheidsrechter: Mark Geiger |
| 3 juli 2018 «onderlinge duels» 21:00 (UTC+3) | Mina 90+3'                         |              | 57' (pen.) Kane                       | Otkrytieje Arena, Moskou Toeschouwers: 44.190 Scheidsrechter: Mark Geiger |
| 3 juli 2018 «onderlinge duels» 21:00 (UTC+3) | Strafschoppen                      |              |                                       | Otkrytieje Arena, Moskou Toeschouwers: 44.190 Scheidsrechter: Mark Geiger |
| 3 juli 2018 «onderlinge duels» 21:00 (UTC+3) | Falcao Cuadrado Muriel Uribe Bacca | 3 – 4        | Kane Rashford Henderson Trippier Dier | Otkrytieje Arena, Moskou Toeschouwers: 44.190 Scheidsrechter: Mark Geiger |

Colfútbol · A-internationals · Selecties · Statistieken · Bondscoaches · Colombiaans vrouwenelftal · Olympisch elftal · Colombia U20 · Colombia U17
1938 – 1949 ·
1950 – 1959 ·
1960 – 1969 ·
1970 – 1979 ·
1980 – 1989 ·
1990 – 1999 ·
2000 – 2009 ·
2010 – 2019 ·
2020 – 2029
WK 1962 · 
WK 1990 · 
WK 1994 · 
WK 1998 · 
WK 2014 · 
WK 2018
OS 1968 · 
OS 1972 · 
OS 1980 · 
OS 1992 · 
OS 2016
1938 · 
1939 · 1940 · 1941 · 1942 · 1943 · 1944 · 
1946 · 
1947 · 
1948 · 
1949 · 
1950 · 1951 · 1952 · 1953 · 1954 · 1955 · 1956 · 
1957 · 
1958 · 1959 · 1960 · 
1961 · 
1962 · 
1963 · 
1964 · 
1965 · 
1966 · 
1967 · 
1968 · 
1969 · 
1970 · 
1971 · 
1972 · 
1973 · 
1974 · 
1975 · 
1976 · 
1977 · 
1978 · 
1979 · 
1980 · 
1981 · 
1982 · 
1983 · 
1984 · 
1985 · 
1986 · 
1987 · 
1988 · 
1989 · 
1990 ·
1991 · 
1992 · 
1993 · 
1994 · 
1995 · 
1996 · 
1997 · 
1998 · 
1999 · 
2000 · 
2001 · 
2002 · 
2003 · 
2004 · 
2005 · 
2006 · 
2007 · 
2008 · 
2009 · 
2010 · 
2011 · 
2012 · 
2013 · 
2014 · 
2015 · 
2016 · 
2017 ·
2018 ·
2019 ·
2020 ·
2021
Algerije ·
Argentinië ·
Australië ·
Bahrein ·
België ·
Bolivia · 
Brazilië ·
Canada ·
Chili ·
China · 
Costa Rica ·
Cuba ·
DDR ·
Duitsland ·
Ecuador ·
Egypte ·
El Salvador ·
Engeland ·
Finland ·
Frankrijk ·
Griekenland ·
Guatemala · 
Haïti ·
Honduras ·
Hongarije ·
Hongkong ·
Ierland ·
Irak ·
Israël ·
Ivoorkust ·
Jamaica ·
Japan ·
Joegoslavië ·
Jordanië ·
Kameroen ·
Koeweit · 
Liberia · 
Marokko ·
Mexico ·
Montenegro ·
Nederland ·
Nederlandse Antillen ·
Nicaragua ·
Nieuw-Zeeland · 
Nigeria ·
Noord-Ierland ·
Noorwegen ·
Panama ·
Paraguay ·
Peru ·
Polen ·
Puerto Rico ·
Qatar ·
Roemenië ·
Saoedi-Arabië ·
Schotland ·
Senegal ·
Servië ·
Slovenië ·
Slowakije ·
Sovjet-Unie ·
Spanje ·
Trinidad en Tobago ·
Tsjecho-Slowakije ·
Tunesië · 
Turkije · 
Uruguay ·
Venezuela ·
Verenigde Arabische Emiraten · 
Verenigde Staten ·
Zuid-Afrika ·
Zuid-Korea ·
Zweden ·
Zwitserland
Brazilië (2014) ·
Engeland (2018) ·
Griekenland (2014) ·
Ivoorkust (2014) ·
Japan (2014) ·
Japan (2018) ·
Polen (2018) ·
Senegal (2018) ·
Uruguay (2014)